# Halimium halimifolium
Halimium halimifolium é uma espécie de planta com flor pertencente à família Cistaceae. 
A autoridade científica da espécie é (L.) Willk., tendo sido publicada em Willk. & Lange, Prod. Fl. Hisp. iii. 717.

## Portugal
Trata-se de uma espécie presente no território português, nomeadamente os seguintes táxones infraespecíficos:
- Halimium halimifolium subsp. halimifolium - presente em Portugal Continental. Em termos de naturalidade é nativa da região atrás referida. Não se encontra protegida por legislação portuguesa ou da Comunidade Europeia.
- Halimium halimifolium subsp. multiflorum - presente em Portugal Continental. Em termos de naturalidade é nativa da região atrás referida. Não se encontra protegida por legislação portuguesa ou da Comunidade Europeia.